# Manuel Marraco Ramón
Manuel Marraco Ramón (Zaragoza, 16 de junio de 1870-Zaragoza, 29 de septiembre de 1956) fue un empresario y político español.

## Biografía
Tras estudiar el bachillerato con los Escolapios, se licenció en Derecho por la Universidad de Zaragoza, y se doctoró en la Universidad de Madrid, en 1892. No llegó a ejercer la abogacía, pues una vez finalizados sus estudios, se dedicó al cuidado y mejora de la explotación de las fincas agrícolas y de la fábrica de conservas propiedad de sus padres. A lo largo de su vida, estuvo vinculado con diversas empresas e instituciones relacionadas con el desarrollo económico e industrial: impulsó la expansión del complejo remolachero-azucarero aragonés, fue gerente de la empresa Alcoholera Agrícola del Pilar (1911), ligada a la Asociación de Labradores de Zaragoza, en la que Marraco ocupó también cargos directivos y que, en 1949, se convirtió en el Banco Agrícola de Aragón, de cuyo consejo de administración fue presidente en los 1950. Perteneció a la dirección de la Cámara Oficial de Comercio e Industria de Zaragoza, siendo vicepresidente de la misma en 1914, y a la Mutualidad Mercantil. 
Desde joven fue republicano y, como tal, fue una de las catorce personas que en junio de 1914 firmaron el Manifiesto de los republicanos de Aragón, que sirvió de base constituyente para el Partido Republicano Autónomo Aragonés, cuyo programa económico redactó él mismo. Desde la presidencia de la asociación cultural y autonomista Unión Aragonesa (1914-15) y también posteriormente, Marraco, teniendo presente el ejemplo de Solidaritat Catalana, apoyó, aunque sin éxito, la formación de un partido regionalista y aglutinante a favor del autogobierno y en contra del sistema de partidos turnantes de la Restauración. Elegido en tres ocasiones concejal del Ayuntamiento de Zaragoza, desempeñó el cargo de teniente de alcalde y fue detenido en el palacio de la Aljafería durante la huelga general de agosto de 1917. Tras esta crisis, Marraco creyó ver clara la existencia de dos regionalismos difícilmente compatibles, uno de derechas y otro de izquierdas, y su opción fue el acercamiento cada vez más rotundo al republicanismo representado por el radical Alejandro Lerroux.
Fue elegido diputado a Cortes por la circunscripción urbana de Zaragoza en las elecciones de 24 de febrero de 1918, participó en el nacimiento en el Ateneo de Madrid de la Federación Republicana, encabezada por Lerroux y a la que se fueron adhiriendo diversos colectivos, grupos y partidos republicanos. Reflejo de esa misma orientación, en Zaragoza se constituyó un Directorio republicano que englobó a las distintas organizaciones republicanas aragonesas y del que fue presidente Marraco. En noviembre de 1920 y como indicativo de que su relación política con Lerroux estaba plenamente consolidada, participó en el congreso celebrado en Madrid por la Democracia Republicana.
Colaboró con el ingeniero Manuel Lorenzo Pardo en la creación de la Confederación Sindical Hidrográfica del Ebro, creada en 1926 con el fin de elaborar un plan de aprovechamiento general, coordinado y metódico de todas las aguas de la cuenca del Ebro, de cuya Junta de gobierno fue vocal y en la que ejerció una secretaría. Fue miembro del Partido Republicano Radical.
Volvió a obtener escaño, al proclamarse la II República y celebrarse las elecciones generales españolas de 1931, por la candidatura de Conjunción Republicana, siendo elegido vicepresidente de las Cortes Constituyentes. Durante el primer bienio republicano, en el que estuvo al frente del gobierno Manuel Azaña, se opuso a la elaboración y proclamación del Estatuto de Cataluña. Nombrado gobernador del Banco de España en septiembre de 1933, dejó dicho cargo cuando Lerroux le ofreció la cartera de ministro de Hacienda que desempeñaría entre el 3 de marzo de 1934 y el 3 de abril de 1935, fecha en que pasó a ocupar la cartera de Industria y Comercio donde permaneció hasta el 6 de mayo de ese mismo año cuando cesó para ocupar, hasta el 25 de septiembre de 1935, la cartera de Obras Públicas.